# Amravati (Distrikt)
Der Distrikt Amravati (früher Amraoti; Marathi: अमरावती जिल्हा) ist einer von 35 Distrikten des Staates Maharashtra in Indien.
Die Stadt Amravati ist Verwaltungssitz des Distrikts, der zur Division Amravati und zur Großregion Vidarbha zählt. Die letzte Volkszählung im Jahr 2011 ergab eine Gesamtbevölkerungszahl von 2.888.445 Menschen.

## Geschichte
Von vorchristlicher Zeit bis ins Jahr 1345 wurde das Gebiet – wie die ganze Region – von diversen buddhistischen und hinduistischen Herrschern regiert. Der erste namentlich bekannte Staat war das Maurya-Reich, die letzte nichtmuslimische Dynastie waren die Gond.
Nach jahrzehntelangen militärischen Auseinandersetzungen mit muslimischen Regenten im Norden Indiens erfolgte 1345 die Besetzung durch muslimische Soldaten. Danach herrschten bis ins Jahr 1724 verschiedene muslimische Dynastien (Sultanat Delhi, Bahmani, Dekkan-Sultanate und die Grossmoguln). Obwohl offiziell noch Teil des Grossmogulreichs wurde es effektiv von 1724 bis 1818 von der Marathen-Dynastie Bhonsle regiert. Danach fiel es an den Nizam von Hyderabad und gehörte bis 1853 zum Staat Hyderabad. Daraufhin wurde es britisch verwaltet als Teil der Provinz Berar und trug den Namen Distrikt East Berar. Dieser wurde 1903 Teil der Provinz Central Provinces and Berar. Im Jahr 1864 spaltete sich der Wun-Distrikt (damals als South East Berar) ab. Ein weiterer Teil des Distrikts bildete ab 1867 den Distrikt Ellichpur. Dieser wurde jedoch 1905 wieder eingegliedert. Mit der Unabhängigkeit Indiens 1947 und der Neuordnung des Landes wurde es 1950 Teil des neuen Bundesstaats Madhya Pradesh. Im Jahre 1956 wurde dieser indische Bundesstaat geteilt und das Gebiet kam zum Staat Bombay. Auch dieser Bundesstaat wurde 1960 aufgelöst und der Distrikt Amravati ein Teil des neuen indischen Bundesstaats Maharashtra.

## Bevölkerung
Die städtische Bevölkerung macht 35,91 Prozent der gesamten Bevölkerung aus. Eine klar überwiegende Mehrheit der Bevölkerung sind Hindus. Die Buddhisten und Muslime sind bedeutende Minderheiten. Im Jahr 2001 waren von 2.607.160 Einwohnern 1.883.148 Hindus (72,23 Prozent), 350.403 Buddhisten (13,44 Prozent) und 347.250 Muslime (13,32 Prozent).

### Bedeutende Orte
Einwohnerstärkste Ortschaft des Distrikts ist der Hauptort Amravati. Weitere bedeutende Städte mit einer Einwohnerschaft von mehr als 20.000 Menschen sind Achalpur, Anjangaon, Warud, Morshi, Daryapur (Banosa), Shendurjana und Dattapur Dhamangaon.